# Río Cortaderal
El río Cortaderal es un curso natural de agua que nace en la alta cordillerana de la Región de O'Higgins y tras corto trayecto desemboca en el río Cachapoal.

## Trayecto
El Cortaderal nace de un glacial de la falda este del cerro El Palomo, atraviesa tres lagunas, la laguna Pejerreyes, la laguna Matancilla y otra, en su trayecto hacia el norte hasta desembocar en la ribera sur del río Cachapoal, cerca del lugar llamado Resguardo Cortaderal. En su trayecto de cerca de 30 km, confluyen en él los cauces Colorado, Maravillas y el Blanco.: 354 

## Caudal y régimen
El río tiene una estación fluviométrica ubicada antes de la confluencia con el río Cachapoal. Sus mediciones muestran un régimen nival y un caudal medio anual de 20 m³/s: Anexo 1-1 : Anexo 3-3 

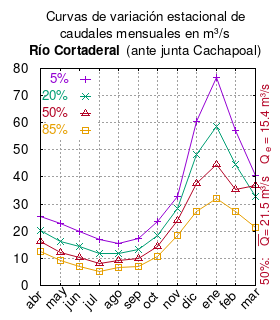
Curvas de variación estacional del río Cortaderal con valores extrapolados desde cuencas vecinas y similares.

El caudal del río (en un lugar fijo) varía en el tiempo, por lo que existen varias formas de representarlo. Una de ellas son las curvas de variación estacional que, tras largos periodos de mediciones, predicen estadísticamente el caudal mínimo que lleva el río con una probabilidad dada, llamada probabilidad de excedencia. La curva de color rojo ocre (con {\displaystyle {\color {Red}\vartriangle }}) muestra los caudales mensuales con probabilidad de excedencia de un 50%. Esto quiere decir que ese mes se han medido igual cantidad de caudales mayores que caudales menores a esa cantidad. Eso es la mediana (estadística), que se denota Qe, de la serie de caudales de ese mes. La media (estadística) es el promedio matemático de los caudales de ese mes y se denota {\displaystyle {\overline {Q}}}. 
Una vez calculados para cada mes, ambos valores son calculados para todo el año y pueden ser leídos en la columna vertical al lado derecho del diagrama. El significado de la probabilidad de excedencia del 5% es que, estadísticamente, el caudal es mayor solo una vez cada 20 años, el de 10% una vez cada 10 años, el de 20% una vez cada 5 años, el de 85% quince veces cada 16 años y la de 95% diecisiete veces cada 18 años. Dicho de otra forma, el 5% es el caudal de años extremadamente lluviosos, el 95% es el caudal de años extremadamente secos. De la estación de las crecidas puede deducirse si el caudal depende de las lluvias (mayo-julio) o del derretimiento de las nieves (septiembre-enero).

## Historia
Luis Risopatrón lo describe en su Diccionario Jeográfico de Chile (1924):: 260 
Cortaderal (Río). Nace en un gran ventisquero, al pié E del cerro de El Palomo, a 2700 m de altitud, corre hácia el N por entre quebradas estrechas i profundas, en las que abunda el pasto llamado cortadera, pasa por tres pequeñas lagunas de transmisión i vácia sus aguas en la márjen S del curso superior del río Cachapoal, a corta distancia al W de la desembocadura del río de Las Leñas.